# Kuwer

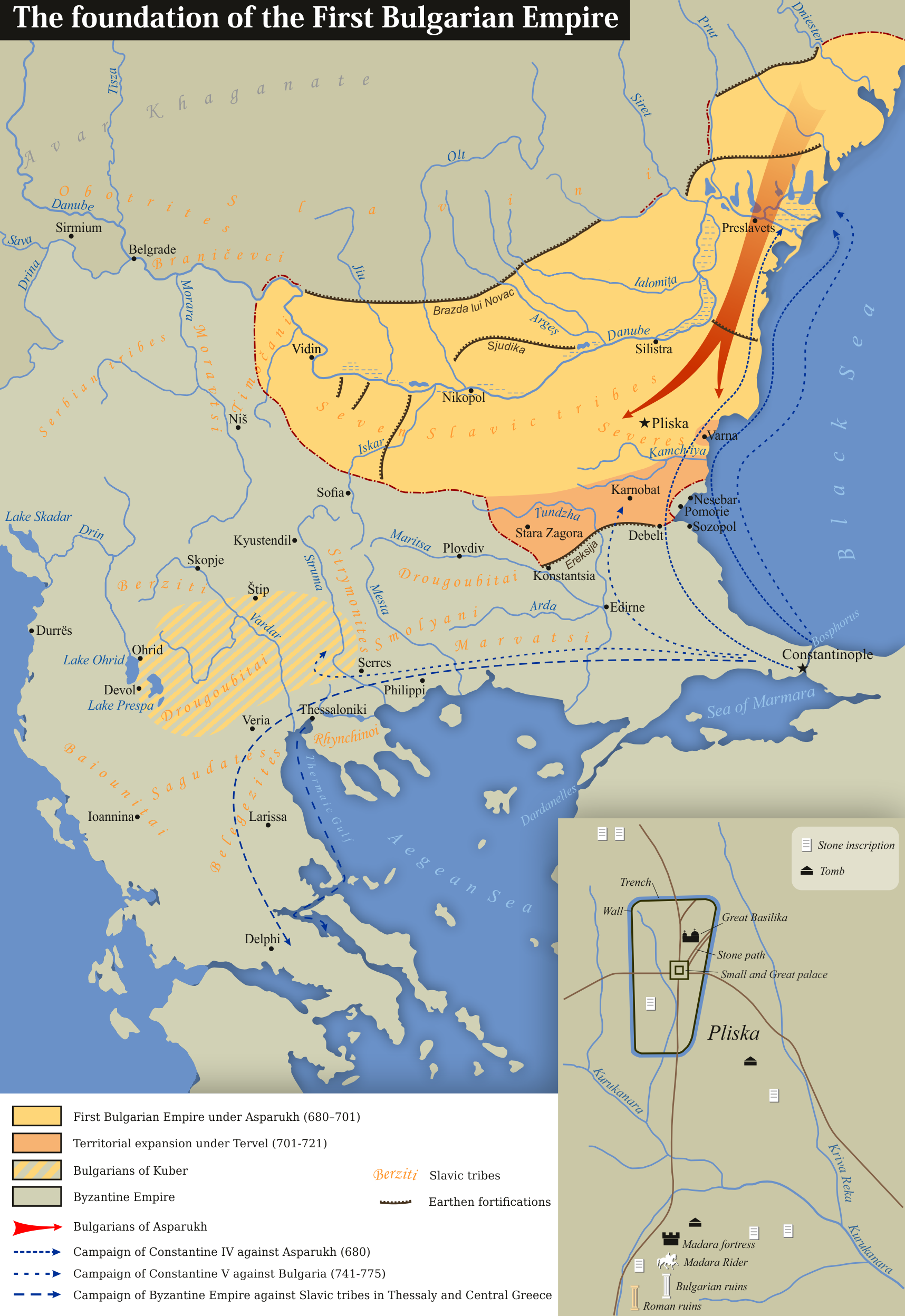
Die Balkanhalbinsel um 680 mit dem Bulgarenreich von Asparuch und Kuwer

Kuwer oder Kuber (bulgarisch Кубер; * vor 635; † nach 680) war ein bulgarischer Khan, Sohn des Khan Kubrat und Bruder von Khan Asparuch. Er gehörte der protobulgarischen Herrschaftsdynastie Dulo an.
Nach dem Tod von Khan Kubrat und angesichts der aussichtslosen Kriege gegen die Chasaren teilten seine fünf Söhne das Reich und das Volk der Bulgaren. Jeder Sohn zog in eine unterschiedliche Himmelsrichtung und gründete ein weiteres Reich (Khaganat), außer Khan Batbajan, der Thronnachfolger von Kubrat wurde. Alle diese Reiche trugen den Namen Bulgarien – Donaubulgarien, Wolgabulgarien, Großbulgarien.

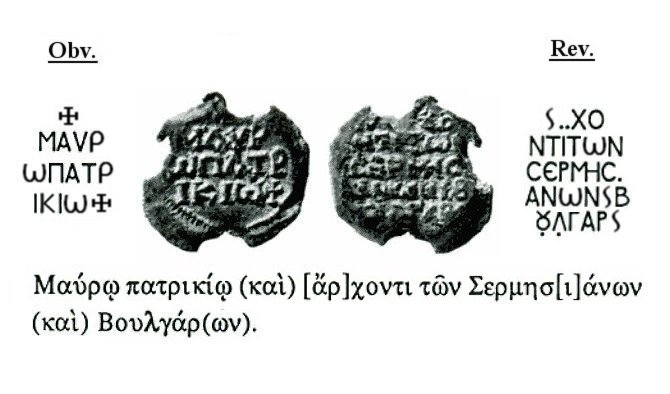
Siegel des Maurus, einem Diplomaten Kuwers, ca. 684/685. Die Inschrift sagt: „Von Maurus, patricius und Archon der Keramisianer und Bulgaren“

Khan Kuwer war der vierte Sohn Kubrats. Er zog mit einigen Stammesverbänden gemeinsam mit seinem jüngeren Bruder Alzek in Richtung Westen. Er ließ sich in Pannonien nieder. Laut der byzantinischen Quelle „Wunder des Demetrios von Thessaloniki“ (Acta Sancti Demetrii) wurde Khan Kuwer 635 Herrscher der Region Syrmien, jedoch musste er die Vorherrschaft des Awaren-Khaganats akzeptieren und dessen Vasall werden.
Zwischen 678 und 680 rebellierten die Protobulgaren unter Khan Kuwer gemeinsam mit der Sermesianoi, Nachfahren der römischen Provinzialbevölkerung des Balkans, erfolglos gegen die Awaren. Nach der misslungenen Revolte gegen die awarische Stammesführung trennten sich die Wege von Khan Kuwer und Khan Alzek. Alzek zog weiter Richtung Westen, bis er die langobardischen Ländereien erreichte. Der Langobardenkönig Grimoald gewährte ihm Aufnahme und wies ihm das Herzogtum Benevent in Süditalien an. Dort wurde er durch den langobardischen Herzog Romuald I. mit seinem Gefolge angesiedelt.
Khan Kuwer zog Richtung Süden, zusammen mit Teilen der Sermesianoi und den von den Awaren 626 verschleppten, in Pannonien angesiedelten römischen Gefangenen. Nach einer erfolglosen Belagerung Thessalonikis (682–684) schloss er einen Vertrag mit dem byzantinischen Kaiser Konstantin IV. Pogonatos und ließ sich im unbesiedelten Gebiet vom Bitola (das heutige Westmakedonien und Ostalbanien) nieder, das zum byzantinischen Thema Thesalonika gehörte. Dort errichtete Kuver 680 ein Khaganat, das auch den Namen Bulgarien trug. Die Bezeichnung dieses Reiches als Westbulgarisches Reich ist jedoch umstritten.
Weitere Informationen über Khan Kuver wurden nicht überliefert, lediglich wird angenommen, dass es sich in einer von Veselin Beševliev in der Nähe des Madara-Reiters gefundenen Inschrift um die Kuverbulgaren handelt. In dieser Inschrift beschreibt Terwel seine Beziehungen zu dem byzantinischen Kaiser und zu seinem Verwandten (Onkel), der in der Nähe von Thessaloniki sesshaft war. Dabei handelt es sich um den Onkel von Terwel, Khan Kuwer, den Bruder seines Vaters Khan Asparuch:
„[…] zu den Bulgaren […] und kamen zu Terwel. Meine Onkel um Thessaloniki glaubten dem Kaiser mit der abgeschnittenen Nase nicht und gingen nach Kisinas zurück […] einer von seinen […] mittels Vertrag Terwel der Archont dem Kaiser gab […] 5 tausend […] der Kaiser siegte mit mir gut.“
Als ein besonders dramatisches Ereignis wird die Ankunft der Bulgaren in Makedonien von einem späteren Autor aus dem 11. Jahrhundert beschrieben:
„Als dieses Volk, die Awaren, abgezogen war, kam ein anderes, noch zügelloseres und wilderes, die sogenannten Bulgaren, aus den skythischen Landen; dieses überquerte den Istros genannten Fluß und kam wie eine Geißel Gottes über die westliche Gebiete … Und da sie das illyrische Land unterwarfen, das alte Makedonien sogar bis zu der Stadt Thessalonike und einen Teil des alten Thrakien … ließen sie sich als ständige Bewohner dieses Landes nieder. Sie siedelten die Einwohner jedes Landesteils um: die Einwohner der tief gelegenen Städte siedelten sie in den höher gelegenen an und die aus den letzteren in den tieferen gelegenen Städten.“
Der Kuber Peak auf der Livingston-Insel in der Antarktis ist nach ihm benannt.